# Gustav Hilger (Landrat)
Gustav Hilger (* 8. November 1904 in Weilheim in Oberbayern; † 30. Januar 1991 in Schongau) war ein deutscher Kommunalpolitiker.

## Werdegang
Hilger schloss sein Studium mit Promotion ab. Zum 1. Mai 1935 trat er in die NSDAP ein (Mitgliedsnummer 3.659.740) und soll 1942 in seiner Funktion als Landrat von Hilpoltstein für die Einweisung des Bauern Ludwig Wittmann ins KZ Dachau mitverantwortlich gewesen sein. Dieser verstarb wenig später im KZ.
Im Dezember 1948 wurde Hilger in Nachfolge von Franz Josef Strauß zum Landrat des oberbayerischen Landkreises Schongau gewählt. Bei den Kommunalwahlen 1952, 1958 und 1964 wurde das CSU-Mitglied im Amt bestätigt und war somit von 1948 bis 1970 Schongauer Landrat.
Hilger war seit 1925 Mitglied der katholischen Studentenverbindung KDStV Tuiskonia München im CV.
Gustav Hilger wurde mit dem Bayerischen Verdienstorden, der Kommunalverdienstmedaille in Gold und dem Ehrenzeichen des Deutschen Roten Kreuzes ausgezeichnet.